# Gojong van Joseon
Gojong (25 juli 1852 – 21 januari 1919), de Gwangmukeizer, was de laatste koning van de Koreaanse Joseondynastie en de eerste keizer van het Keizerrijk Korea.

## Koning van Joseon
In 1863 besteeg Gojong de troon, hij was toen nog slechts een kind. Zijn vader, regent Heungseon Daewongun, regeerde voor hem tot hij volwassen werd.

## Keizer van Korea

### Achtergrond
In 1894 won het Keizerrijk Japan de Eerste Chinees-Japanse Oorlog tegen de Chinese Qing-dynastie en werd erg belangrijk in de politiek van Oost-Azië. De oorlog werd uitgevochten op Koreaanse bodem en de Joseondynastie verloor aan macht omdat ze de buitenlandse troepen niet konden tegenhouden. Door het Verdrag van Shimonoseki kreeg Japan controle over het Chinese schiereiland Liaodong en stond zo de handelsrelatie van de Qing-dynastie en de Joseondynastie in de weg. Bovendien riep het ook een halt toe aan de Russische expansie naar het oosten toe. Rusland ging hier niet mee akkoord en kreeg Frankrijk en Duitsland aan zijn kant om het schiereiland terug aan China te geven. Japan kon deze druk niet weerstaan en gaf de controle over het schiereiland op. Koningin Min (later Keizerin Myeongseong, de vrouw van koning Gojong) zag in dat Rusland een nieuwe supermacht was in het oosten van Azië en erkende dit door diplomatieke relaties te onderhouden met Rusland en ook Japan.
De koningin werd een sleutelfiguur in het Koreaanse verzet tegen de Japanse invloed. Japan zag zich bedreigd door de koningin en verving zijn ambassadeur Inoue Kaoru door Miura Goro, een diplomaat met een militaire achtergrond. Er wordt gedacht dat hij achter de moord op de koningin zat die op 8 oktober 1895 plaatsvond in het Gyeongbokgung paleis.

### Uitroeping van het keizerrijk
Na de dood van zijn vrouw vluchtte de verwarde koning Gojong en ging naar het Russische consulaat in 1896. Tijdens deze periode onderging Korea enkele veranderingen. De maankalender werd afgeschaft en de modernere Gregoriaanse zonnekalender werd aangenomen. Rusland greep intussen ook de kans om zich te bemoeien met binnenlandse zaken. De economische exploitatie begon en er kwamen mijn- en houtbedrijven uit Rusland, de Verenigde Staten en Japan.

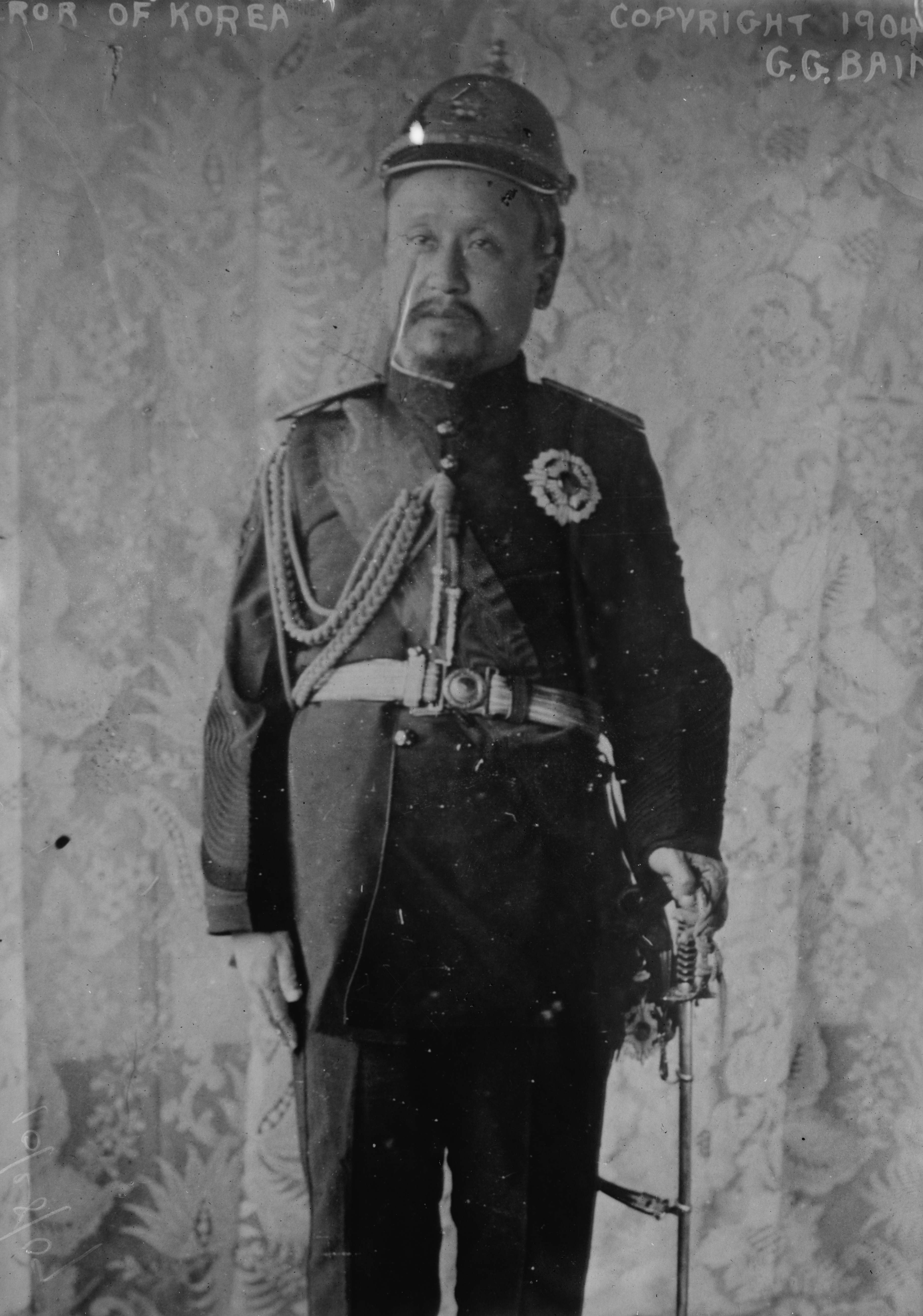
Gojong van Joseon(1904)

Er kwam een onafhankelijkheidsbeweging en in 1897 riep koning Gojong het keizerrijk Korea uit en gaf het nieuwe tijdperk voor het land de naam Gwangmu.
In 1907 moest de keizer troonsafstand doen ten voordele van zijn zoon Sunjong. Het land was vrij zwak en beschikte niet over een modern leger en in 1910 werd Korea geannexeerd door Japan.

## Volledige postume naam
- Zijne Keizerlijke hoogheid Keizer Gojong Tongcheon Yung-un Jogeuk Donyun Jeongseong Gwang-ui Myeonggong Daedeok Yojun Sunhwi Umo Tanggyeong Eungmyeong Ripgi Jihwa Sinryeol Oehun Hong-eop Gyegi Seonryeok Geonhaeng Gonjeong Yeong-ui Honghyu Sugang Munheon Mujang Inik Jeonghyo van Korea
- 대한제국고종통천융운조극돈윤정성광의명공대덕요준순휘우모탕경응명립기지화신렬외훈홍업계기선력건행곤정영의홍휴수강문헌무장인익정효황제폐하
- 大韓帝國高宗統天隆運肇極敦倫正聖光義明功大德堯峻舜徽禹謨湯敬應命立紀至化神烈巍勳洪業啓基宣曆乾行坤定英毅弘休壽康文憲武章仁翼貞孝皇帝陛下

- Bibliothèque nationale de France: cb165059983 (data)
- International Standard Name Identifier: 0000 0000 2518 9656
- Library of Congress Control Number: n85012220
- Bibliotheek van het Japanse parlement: 01112786
- Nederlandse Thesaurus van Auteursnamen: 340296623
- Système universitaire de documentation: 117858927
- Virtual International Authority File: 53107391
- WorldCat: E39PBJdWJhwBcVcmw66R6dxJjC